# Tour de Cos
Pour les articles homonymes, voir Cos.
La tour de Cos est une ancienne tour à signaux située sur la commune du Tech dans le département des Pyrénées-Orientales.

## Localisation

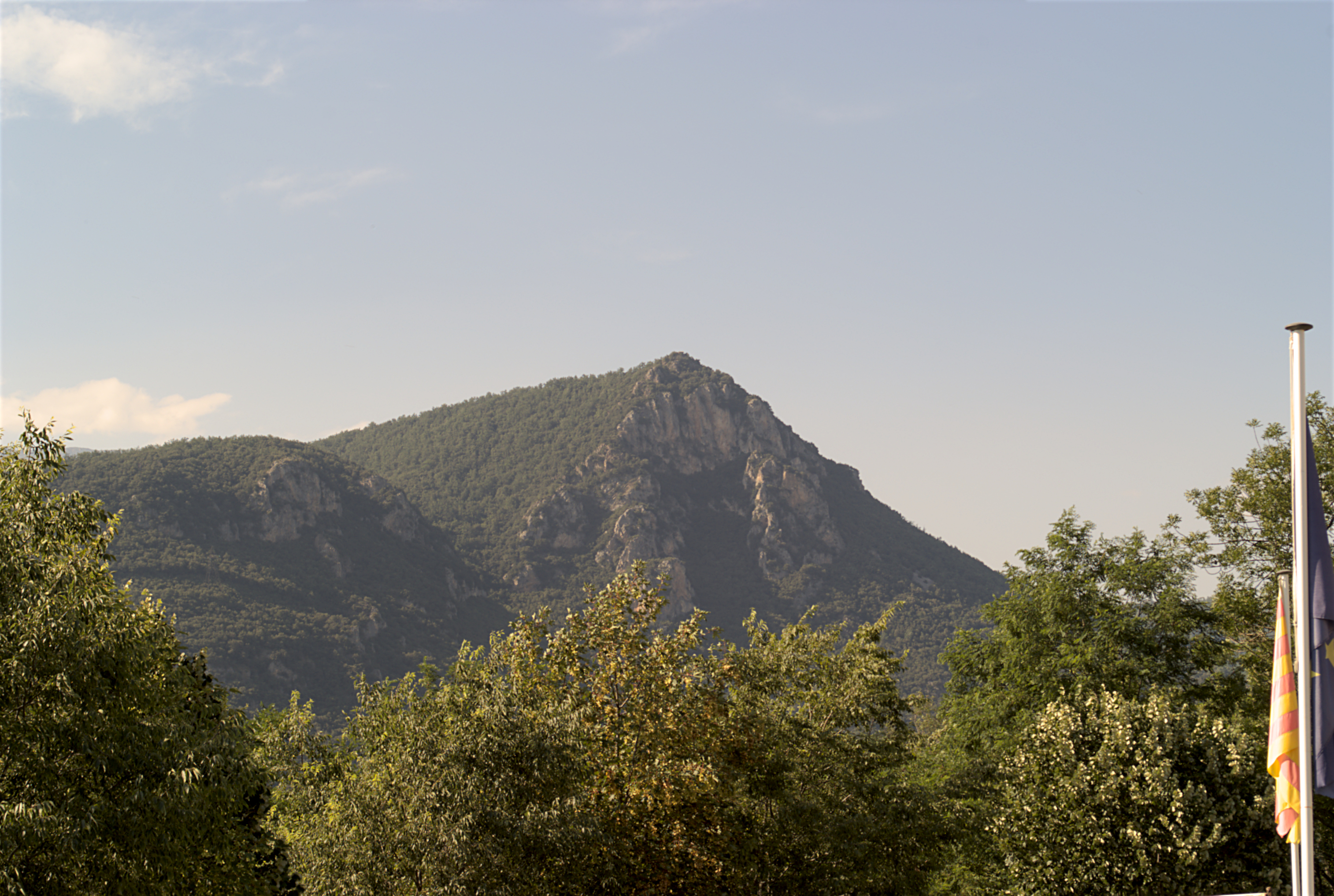
Le sommet sur lequel s'élève la tour, vu depuis Serralongue.

La tour de Cos est située à une altitude de 1 116 mètres au sommet du Montalé ou puig del Mont Alen, un pic marquant la limite entre la commune du Tech et la vallée de la rivière Coumelade d'une part, la commune de Montferrer et la vallée de la Fou d'autre part.
En contrebas au sud se trouve l'église Sainte-Cécile de Cos et au sud-ouest le village du Tech.
Tour de Cos fait partie du domaine privé Mas de Cos (ca). Pour accéder à la visite, il faut traverser ce domaine privé. On peut accéder à la Tour de Cos par la route qui mène au Mas de Cos, situé à l'est de la tour. Il faut alors prendre une petite route qui mène au Pla de Cos. Il n'y a ensuite plus de route ni de sentier balisé, il faut suivre la crête du Montalé pour accéder jusqu'à la tour.

## Toponymie
Formes du nom
Le sommet au-dessus duquel se trouve la tour est connu en 1313 sous le nom de podium de Monte Alen.
La tour de Cos est mentionnée en 1340 sous le nom de forsa de Munt Ale.
Étymologie
Le sommet du Montalé tient sans doute son nom d'un nom de personne : soit le nom germanique Agelin, soit le nom latin Helenus.
La tour et l'église Sainte-Cécile de Cos tiennent également leur nom d'une personne : soit le germanique Cottio, soit le latin Coccius. Ces deux formes ont donné le roman Cotx, puis Cox et enfin Cos.

## Histoire
La tour de Cos est élevée au XIIIe siècle à l'époque du royaume de Majorque.

## Architecture
La tour est actuellement à l'état de ruines.

## Environnement
Le territoire situé autour des falaises de la tour de Cos est labelisé Zone naturelle d'intérêt écologique, faunistique et floristique. Les espèces notables de plantes que l'on trouve dans cette zone sont le jasonia glutineux, la luzerne sous-ligneuse et le vélar du Nevada (espèce endémique de la Sierra Nevada en Espagne et introduite en France).